# Габон на Светском првенству у атлетици на отвореном 2019.
Габон је учествовао на 17. Светском првенству у атлетици на отвореном 2019.  одржаном у Дохи од 27. септембра до 6. октобра петнаести пут. Репрезентацију Габона представљао је 1 атлетичар који  се такмичио у трци на 200 метара. , .
На овом првенству такмичар Габона није освојио ниједну медаљу.

## Учесници
Мушкарци:
- Гуи Маганга Гора — 200 м

## Резултати

### Мушкарци
| Атлетичар        | Дисциплина | Лични рекорд | Квалификације | Квалификације | Полуфинале           | Полуфинале           | Финале               | Финале      | Детаљи |
| Атлетичар        | Дисциплина | Лични рекорд | Резултат      | Место         | Резултат             | Место                | Резултат             | Место       | Детаљи |
| ---------------- | ---------- | ------------ | ------------- | ------------- | -------------------- | -------------------- | -------------------- | ----------- | ------ |
| Гуи Маганга Гора | 200 м      | 20,48 НР     | 20,74         | 6. гр. 7      | Није се квалификовао | Није се квалификовао | Није се квалификовао | 35/ 50 (53) |        |